# Heinz Wirtz (Politiker)
Heinz Wirtz (* 25. Dezember 1943 in Wattenscheid) ist ein deutscher Politiker der SPD.

## Ausbildung und Beruf
Nach Abschluss der Volksschule besuchte Heinz Wirtz von 1958 bis 1961 die Kaufmännische Schule der IHK in Bochum. Danach arbeitete er als Verwaltungsangestellter.
Von 1968 bis 1970 machte er eine Ausbildung für den gehobenen nichttechnischen Verwaltungsdienst am Studieninstitut für kommunale Verwaltung in Dortmund mit dem Abschluss als Diplom-Verwaltungswirt (FH). Ab 1985 war Wirtz Oberverwaltungsrat, 1990 schied er aus diesem Amt nach dem Abgeordnetengesetz Nordrhein-Westfalen (AbgG NW) aus.

## Politik
Heinz Wirtz ist seit 1965 Mitglied der SPD. Vorsitzender des SPD-Unterbezirkes Bochum war er von 1999 bis 2001. Von 1990 bis 1999 war er Vorsitzender des SPD-Stadtbezirks Bochum-Wattenscheid und Beisitzer im Ortsverein. Als Ortsvereinsvorsitzender fungierte er von 1978 bis 1990. Weitere Stationen seiner politischen Laufbahn waren: Stellvertretender Stadtbezirksvorsitzender Bochum-Wattenscheid von 1986 bis 1990; Stellvertretender Betriebsgruppenvorsitzender von 1975 bis 1988. Er ist seit April 1958 Mitglied der ÖTV.
Heinz Wirtz war von 1990 bis 2005 direkt gewähltes Mitglied des 11. 12. und 13. Landtags von Nordrhein-Westfalen.